# La Venganza de los Ex (México)
La Venganza de los Ex es un programa de televisión mexicano transmitido por MTV Latinoamérica. El programa está basado en la serie de origen británico Ex on the Beach. Presenta a un grupo de jóvenes que disfrutan de unas vacaciones de verano en el paraíso, mientras que buscan el amor. Sin embargo, se les unieron sus exparejas para agitar las cosas. Cada ex está allí, ya sea por venganza o revivir su amor.

## Temporadas
| Año  | Versión | Temporada   | Ubicación           | Episodios |
| ---- | ------- | ----------- | ------------------- | --------- |
| 2018 | Civil   | Temporada 1 | Tulum, Quintana Roo | 12        |

### Temporada 1 (2018)
La primera temporada del programa se anunció en junio de 2018 y se estrenó en MTV Latinoamérica el 21 de agosto de 2018. Después de doce episodios la primera temporada culminó el 6 de noviembre de 2018. La lista oficial de los miembros del reparto fue publicado en MTV Latinoamérica en junio de 2018, e incluye cuatro chicos solteros: Luis Sánchez, Oscar Plascencia, Ernesto Leal y Alejandro Martín; así como cuatro chicas solteras: Renata Aragón, Norma Atúnez, Gina Segura, Monserrath Ávila. También se dio a conocer que la estrella de Acapulco Shore, Brenda Zambrano estaría apareciendo en el programa como una "ex".

## La Venganza de los Ex VIP
La Venganza de los Ex VIP es un programa de televisión mexicano transmitido por MTV Latinoamérica y en streaming por Paramount+. Es la segunda versión mexicana de Ex on the Beach. Presenta a un grupo de personalidades del internet y chicos realitys mientras viven durante varias semanas en una isla en Cartagena, Colombia. Al igual que el formato original se les unen sus exparejas para agitar las cosas. 
| Año  | Temporada   | Ubicación         | Episodios |
| ---- | ----------- | ----------------- | --------- |
| 2021 | Temporada 1 | Península de Barú | 12        |
| 2023 | Temporada 2 | Península de Barú | 12        |
| 2023 | Temporada 3 | Península de Barú | 12        |
| 2025 | Temporada 4 | Península de Barú | 13        |

### Temporada 1 (2021)
El 12 de septiembre de 2021 se anunció una nueva edición del programa, y se estrenó el 9 de noviembre de 2021. Fue filmada en Colombia dirigida por Pablo Garro y cuenta con miembros del reparto reconocidos e internacionales. La lista oficial de los miembros del reparto fue publicado el 4 de octubre de 2021, e incluye cinco chicos solteros: Brandon Castañeda, Camilo Pulgarin, Esteban Martínez, Ian García y Roberto Mora; así como cinco chicas solteras: Aylin Criss, Daphne Montesinos, Frida Urbina, Kelly Medanie y Kimberly Shantal.

### Temporada 2 (2023)
La segunda temporada de la versión VIP del programa se estrenó el 24 de enero de 2022. La temporada se anunció en diciembre de 2022 junto con los miembros del reparto, incluidos cinco hombres: Brandon Meza, Christian Renaud, Isaac Torres, Pedro Luis Figueira conocido como "La Divaza", Rafael Delgado conocido como "Rufas", y cinco mujeres: Ana Cisneros, Diana Estrada, Leslie Gallardo, Lizbeth Rodríguez y Yurgenis Aular. Fue filmada nuevamente en Colombia en julio de 2022.

### Temporada 3 (2023–2024)
En octubre de 2023 MTV publicó el primer teaser de la tercera temporada. El 3 de noviembre de 2023 durante el evento Upfront 2024, Paramount confirmó la fecha de estreno del programa a través de una lista de contenido para el 2024.Sin embargo se anunció el adelanto de la fecha de estreno para el 5 de diciembre de 2023, junto con la lista de los miembros del reparto, incluidos cinco hombres: Aldo Tamez De Nigris, Alex Flores, Asaf Torres, José Sánchez conocido como "Fraag Malas" y Valentino Lázaro, y cinco mujeres: Ana Ovalle, Diana Zambrano quien fue parte de la primera temporada, Fernanda Moreno de Acapulco Shore , Lilian Durán, y Daniela Buenrostro. Brandon Castañeda de la primera temporada regresó al programa en el papel de ex.

### Temporada 4 (2025)
La cuarta temporada se estrenó el 18 de marzo de 2025. El 19 de febrero de 2025, Paramount lanzó un video que muestra a los miembros principales del elenco, incluye cinco hombres: Dennis Arana, Irvin Villatoro participante de Exatlón México, José "La José" Santos, Luis "Suavecito" Guillén quien fue parte de la primera temporada, y Matías Ochoa; y cinco mujeres: Claudia "Clau" Ariz y Jacky Ramírez de Acapulco Shore, Crystal Meza, Fernanda Arriella y Samantha "Sami" Herrera. También cuenta con el regreso de Kimberly Shantal de la primera temporada, Ana Cisneros y Yurgenis Aular de la segunda temporada, todas en el papel de exes

## Premios y nominaciones
| Año  | Premiación                 | Categoría           | Nominación a              | Resultado | Ref. |
| ---- | -------------------------- | ------------------- | ------------------------- | --------- | ---- |
| 2022 | MTV Millennial Awards 2022 | Reality del Año     | La Venganza de los Ex VIP | Ganador   |      |
| 2022 | MTV Millennial Awards 2022 | Realeza del Reality | Kim Shantal               | Nominado  |      |
| 2023 | MTV Millennial Awards 2023 | Realeza del Reality | Leslie Gallardo           | Nominado  |      |
| 2023 | MTV Millennial Awards 2023 | Realeza del Reality | Lizbeth Rodríguez         | Nominado  |      |